# Mohammad Shaher Hussein
Mohammad Shaher Hussein, né le 3 mars 1990, en Koweït, est un joueur jordanien de basket-ball. Il évolue au poste de pivot.